# Énergie en Croatie
Le secteur de l'énergie en Croatie s'approvisionne pour 48 % à partir de ressources locales et 52 % d'importations. Le pays produit près du quart de ses besoins pétroliers et de la moitié de ses besoins gaziers ; la biomasse (bois) contribue pour plus du tiers à sa production locale d'énergie primaire.
L'électricité représente 19 % de la consommation finale d'énergie en 2017 ; elle est produite en 2021 pour 30,1 % à partir des combustibles fossiles (gaz naturel : 20,3 %, charbon : 9,6 %, pétrole : 0,2 %), et 69,9 % des énergies renouvelables (hydroélectricité : 47,5 %, éolien : 13,6 %, biomasse : 7,2 %, solaire : 1,0 %) ; la Croatie importe 20,7 % de ses besoins en électricité, dont 50 % de la production de la centrale nucléaire de Krško qu'elle a cofinancée avec la Slovénie, couvrant 14,1 % des besoins du pays.
Les émissions de CO2 liées à l'énergie s'élèvent en 2017 à 3,92 tonnes par habitant, inférieures de 10 % à la moyenne mondiale, de 15 % à celle de la France et de 55 % à celle de l'Allemagne.

## Production d'énergie primaire
La Croatie produit 4,21 Mtep d'énergie primaire, soit 48 % de ses besoins. Cette production se compose de 0,77 Mtep de pétrole brut (23 % des besoins), 1,23 Mtep de gaz naturel (49 % des besoins), 1,62 Mtep de biomasse, 0,46 Mtep d'hydroélectricité et 0,13 Mtep de solaire et éolien.

## Importations, transformations et consommations d'énergie primaire
La Croatie importe 8,22 Mtep d'énergie primaire et en exporte 3,47 Mtep en 2017 ; le solde importateur net de 4,75 Mtep représente 54 % de la consommation intérieure d'énergie primaire du pays. Les importations sont surtout composées de pétrole brut : 3,22 Mtep, de produits pétroliers : 2,02 Mtep, de gaz naturel : 1,51 Mtep, d'électricité : 1,04 Mtep et de charbon : 0,39 Mtep. Les exportations comprennent des produits pétroliers : 2,52 Mtep et du gaz naturel : 0,17 Mtep.
Le pays consomme 2,99 Mtep de produits pétroliers, dont 72 % dans le secteur des transports et 15 % dans l'industrie. La production d'électricité absorbe 80 % du charbon importé, et la cogénération 27 % des ressources gazières (production locale + importations). La consommation finale de gaz naturel s'élève à 1,49 Mtep, dont 32 % dans le secteur résidentiel, 27 % pour les usages non énergétiques (chimie), 26 % dans l'industrie et 13 % dans le secteur tertiaire. La consommation finale de biomasse (bois) s'élève à 1,14 Mtep, dont 95 % dans le secteur résidentiel.

## Secteur électrique
L'électricité représente 19 % de la consommation finale d'énergie en 2017.
Les centrales électriques croates ont produit 15,21 TWh en 2021, dont 30,1 % à partir des combustibles fossiles (gaz naturel : 20,3 %, charbon : 9,6 %, pétrole : 0,2 %), et 69,9 % des énergies renouvelables (hydroélectricité : 47,5 %, éolien : 13,6 %, biomasse : 7,2 %, solaire : 1,0 %). La Croatie a importé 11,50 TWh et exporté 7,54 TWh en 2017 ; le solde importateur de 3,96 TWh représente 20,7 % des besoins du pays.
Ces importations élevées s'expliquent en partie par les accords avec la Slovénie qui garantissent à la Croatie 50 % de la production de la centrale nucléaire de Krško, soit 2,71 TWh en 2021, qui couvrent 14,1 % des besoins du pays. Cette centrale a été financée à parts égales par les deux pays.
HEP (Hrvatska elektroprivreda) est la compagnie publique d'électricité , propriété de l'État. Fondée en 1990 par regroupement des organismes préexistants du secteur électrique, elle gère la quasi-totalité du système électrique, de la production à la distribution.

### Centrales thermiques

Centrales thermiques en Croatie
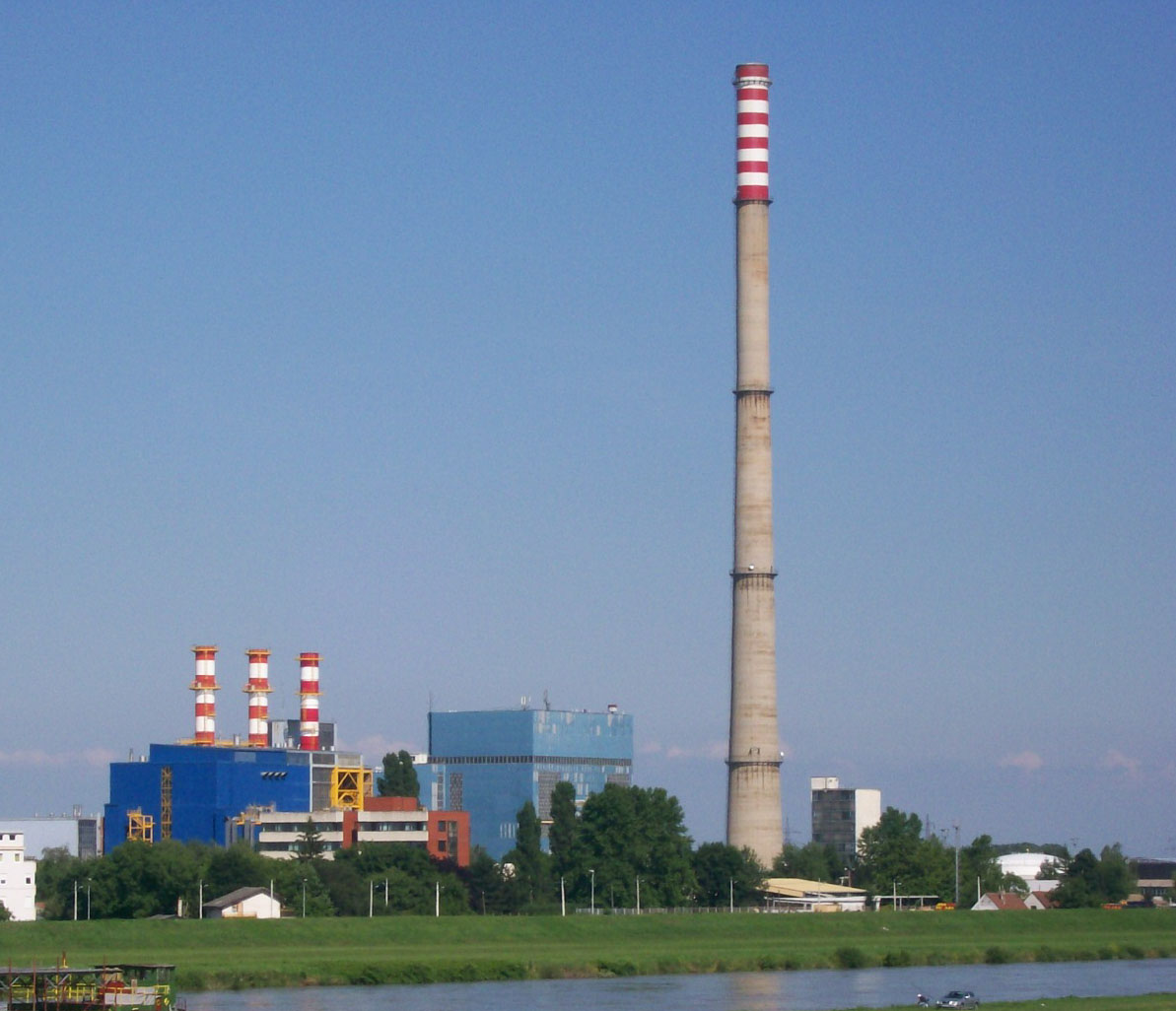
Centrale thermique de cogénération (440 MWe, 850 MWth, gaz/fioul) à Zagreb, 2008.
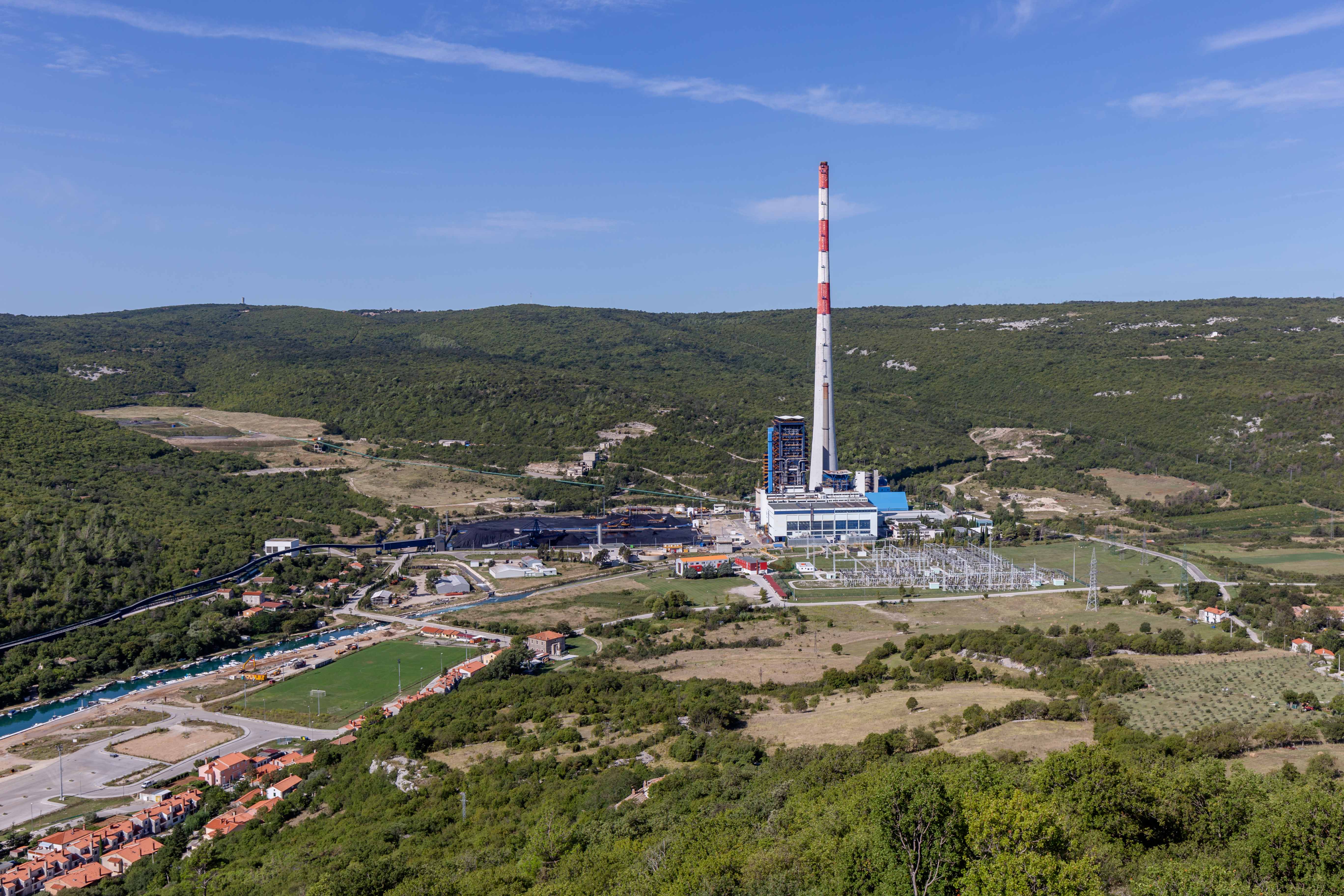
Centrale thermique de Plomin (330 MW, charbon), Istrie, 2018.
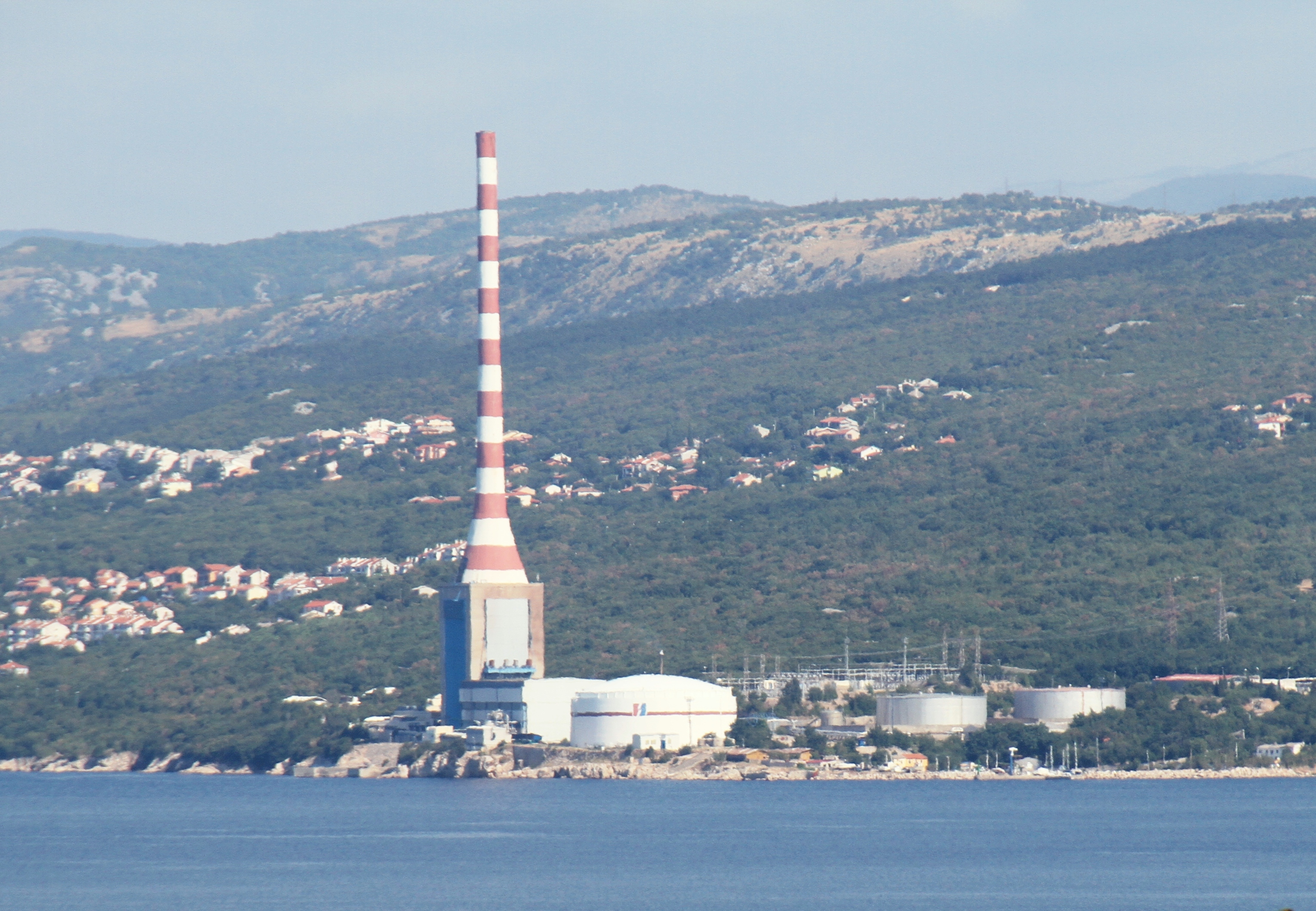
Centrale thermique à fioul de Rijeka (320 MW), 2015.

Les centrales thermiques produisaient 30,1 % de l'électricité du pays en 2021, à partir de gaz naturel : 20,3 %, charbon : 9,6 % et pétrole : 0,2 %.
HEP a lancé un projet de construction d'une unité de cogénération à cycle combiné (gaz naturel) de 150 MWe et 114 MWth sur le site de sa centrale de Zagreb ; elle produira annuellement 675 GWh d'électricité, 450 GWh de chaleur pour le chauffage urbain et 160 GWh de vapeur pour l'industrie.

### Centrale nucléaire

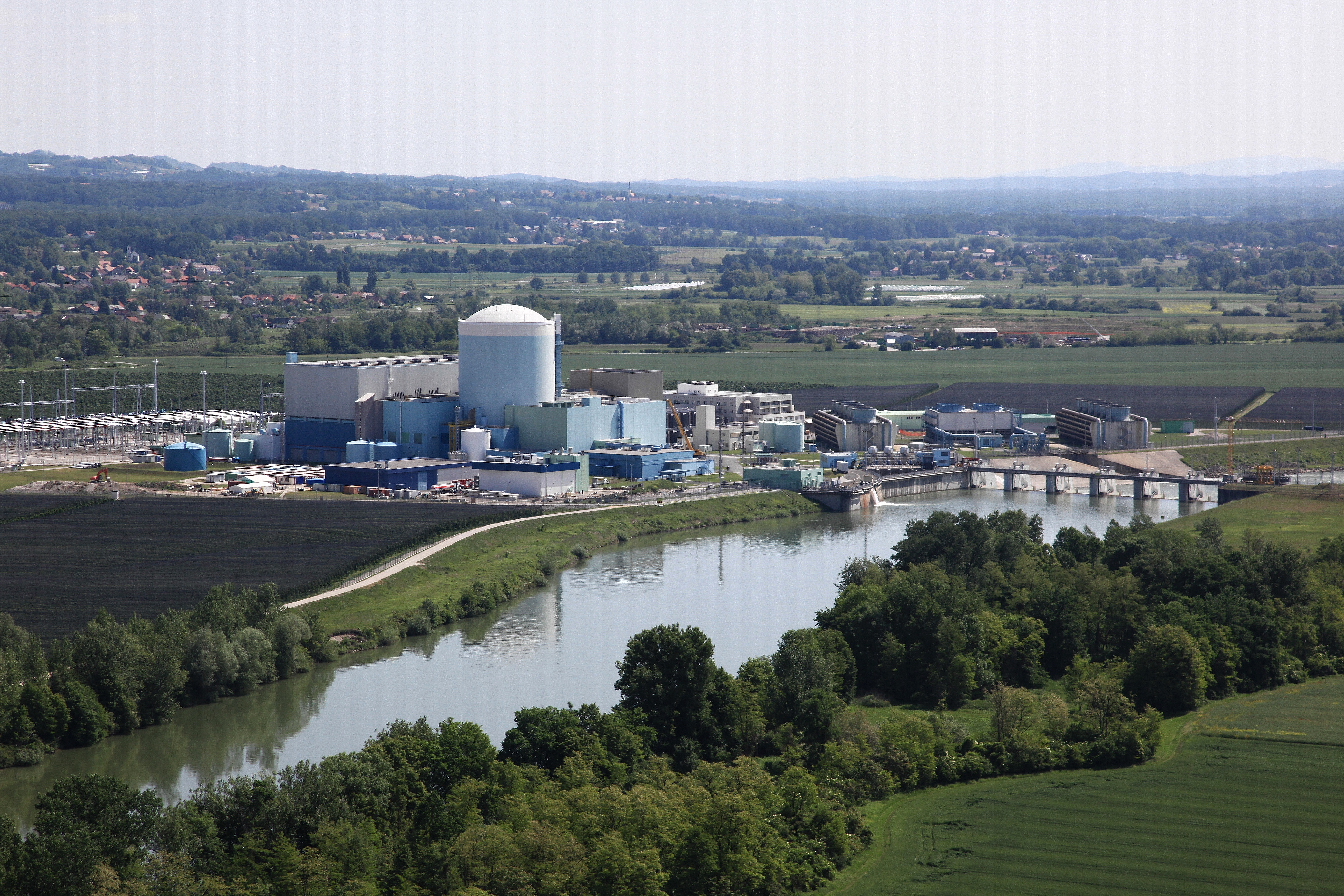
Centrale nucléaire de Krško, 2018.

La Centrale nucléaire de Krško, construite de 1975 à 1983 en Slovénie dans la municipalité de Krško, à 78 km à l'est de la capitale slovène Ljubljana et à environ 10 km de la frontière avec la Croatie, en partenariat à parts égales entre la Slovénie et la Croatie, est équipée d'un réacteur à eau pressurisée (REP) commandé à la société américaine Westinghouse. Sa puissance électrique nette est de 688 MW ; elle a produit 5,97 TWh en 2017, 5,49 TWh en 2018 et 5,53 TWh en 2019.
En 2016, les deux pays ont décidé la prolongation de la durée de son exploitation, jusqu'en 2043. En août 2019, le Premier ministre slovène, Marjan Sarec, s'est dit favorable à un projet de construction d'un deuxième réacteur nucléaire, pour répondre aux besoins énergétiques croissants de ses habitants et réduire sa dépendance aux énergies fossiles.

### Énergies renouvelables

Énergies renouvelables en Croatie
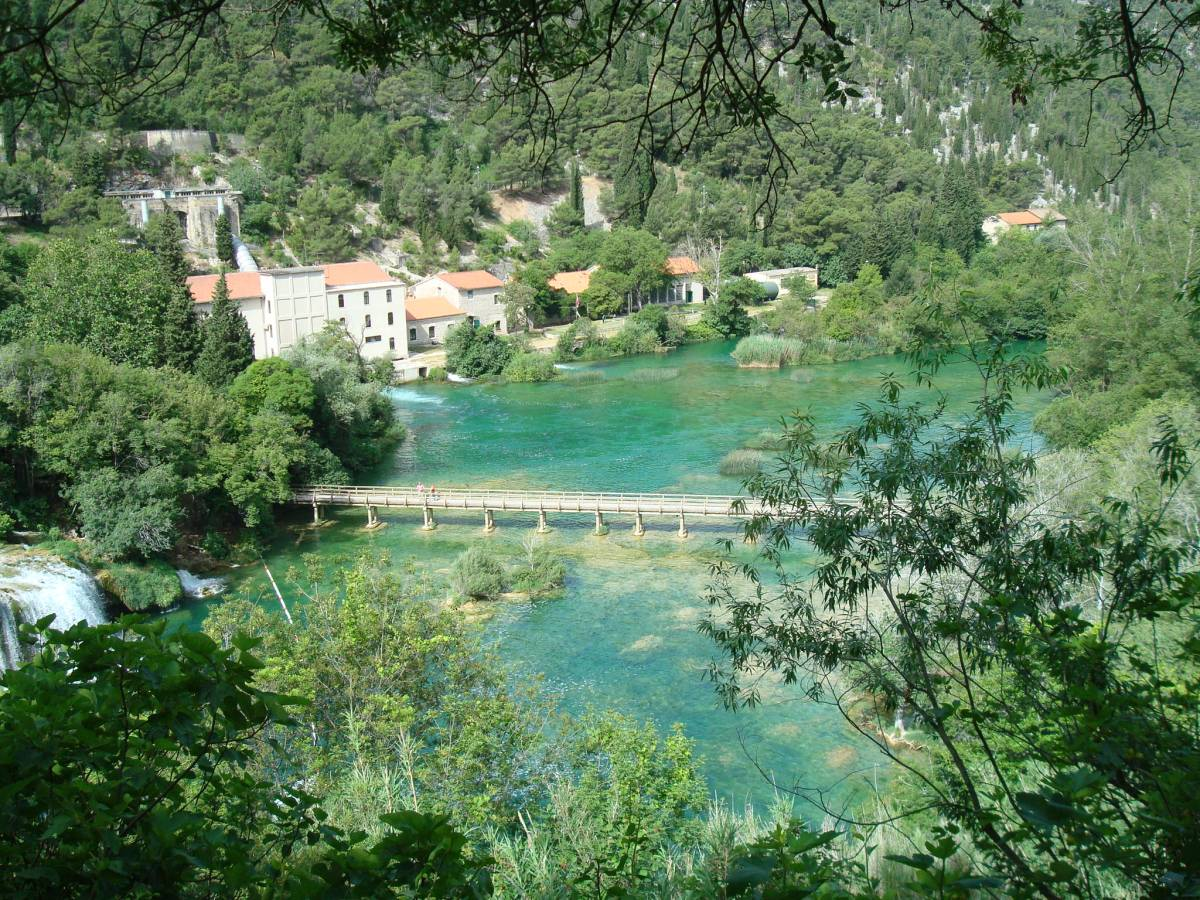
Centrale hydroélectrique Jaruga sur la Krka.
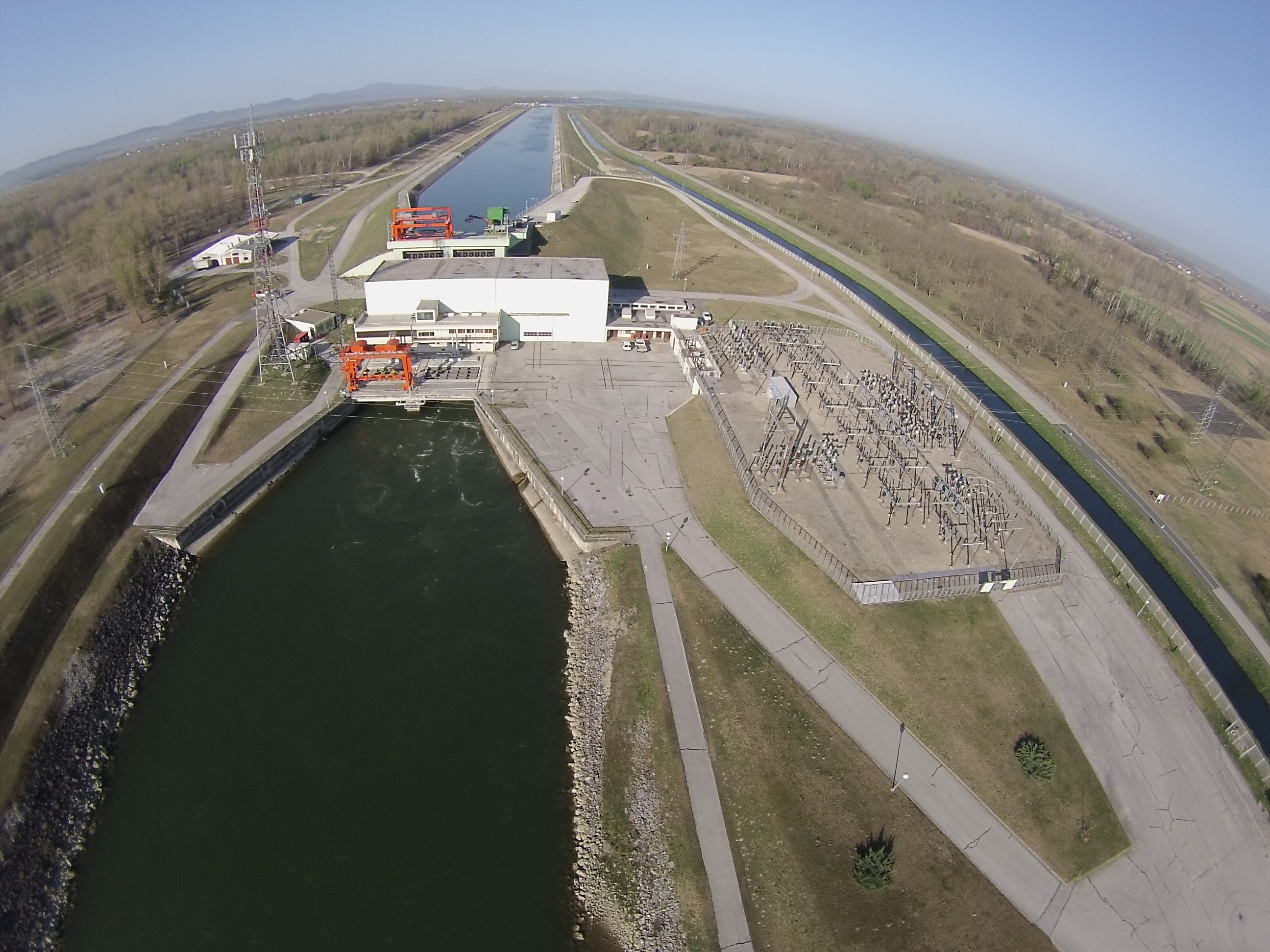
Centrale hydroélectrique de Čakovec (78 MW) sur la Drave, 2012.
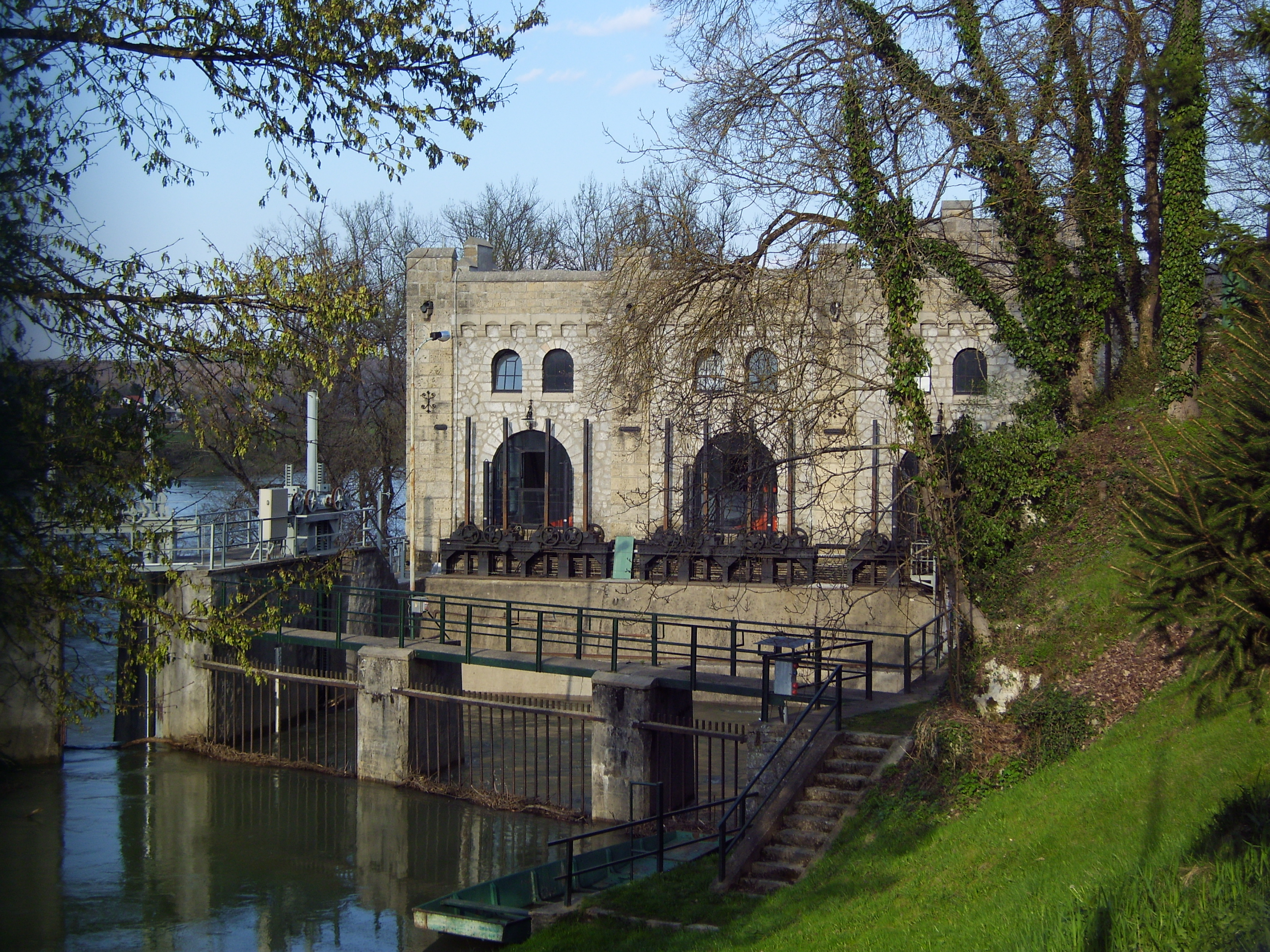
Centrale Munjara à Ozalj.
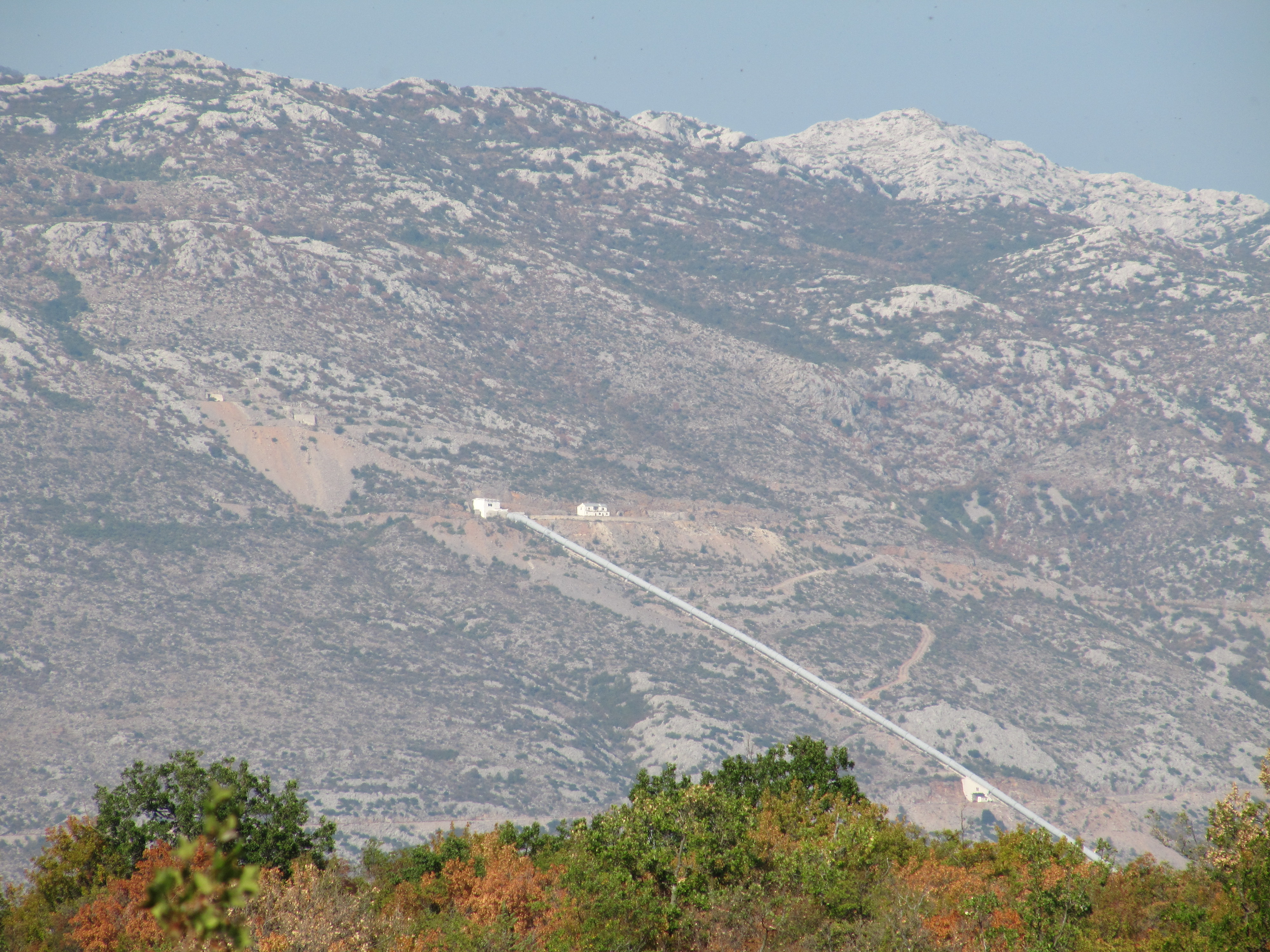
Conduite forcée de la centrale de pompage-turbinage de Velebit (276 MW), 2011.

La part des énergies renouvelables dans la production d'électricité atteignait 69,9 % en 2021 (hydroélectricité : 47,5 %, éolien : 13,6 %, biomasse : 7,2 %, solaire : 1,0 %).
HEP lance en juillet 2020 un appel d'offres pour la construction de 120 MWc de centrales solaires après avoir signé des accords avec 11 collectivités locales candidates pour ces projets. HEP avait auparavant acquis 60 MWc de projets en développement et développé 100 MWc d'autres projets. HEP construit également l'aménagement hydroélectrique Kosinj/Senj2, la ferme éolienne de Korlat et 6 centrales solaires. Son plan 2030 a pour objectif d'atteindre 350 MW d'éolien et 350 MWc de solaire.

#### Hydroélectricité
La Croatie se classe au 23e rang européen par sa puissance installée hydroélectrique : 2 141 MW, dont 293 MW de pompage-turbinage ; sa production hydroélectrique s'est élevée à 5,88 TWh en 2019.
La première centrale hydroélectrique croate a été mise en service en 1895 sur les chutes de la rivière Krka pour alimenter l'éclairage public de la ville de Šibenik. C'était la deuxième centrale hydroélectrique en courant alternatif au monde. La première a été construite sur la rivière Niagara aux États-Unis et mise en service deux jours avant celle de la Krka. Elle a cessé de fonctionner en 1914.
La centrale d'Ozalj a été construite en 1908 pour alimenter l'éclairage public de la ville de Karlovac.
Le projet Kosinj/Senj2, en cours de construction, va porter la puissance installée de l'aménagement hydroélectrique de Senj sur les rivières Lika et Gacka de 238,5 MW en 2020 à 656 MW et sa production annuelle de 1,15 TWh à 1,5 TWh vers 2025-26.

#### Éolien

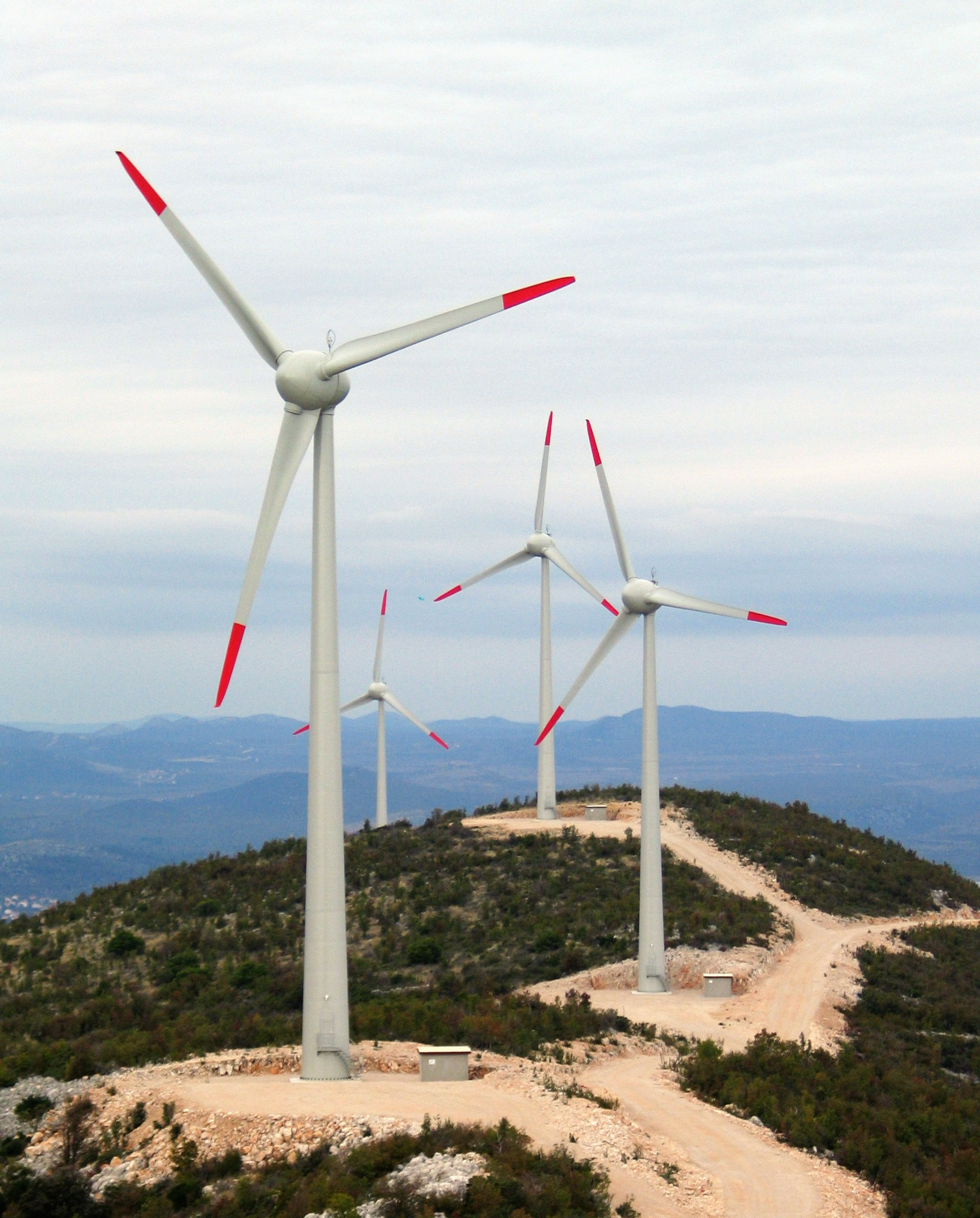
Parc éolien de Trtar-Krtolin (11,2 MW), 2006.

Selon EurObserv'ER, la production éolienne de la Croatie s'élève à 2 533 GWh en 2023, en hausse de 18,5 % par rapport à 2022, soit 0,5 % de la production éolienne de l'Union européenne (UE), au 16e rang des producteurs éoliens de l'UE.
L'éolien a fourni 13,6 % de la production d'électricité du pays en 2021, soit 10,8 % de sa consommation brute d'électricité.
| Année | Production (GWh) | Accroissement | Part prod.élec. |
| 2010  | 139              |               | 0,9 %           |
| 2011  | 201              | +44,6 %       | 1,8 %           |
| 2012  | 329              | +63,7 %       | 3,1 %           |
| 2013  | 517              | +57,1 %       | 3,7 %           |
| 2014  | 730              | +41,2 %       | 5,4 %           |
| 2015  | 796              | +9,0 %        | 7,0 %           |
| 2016  | 1 014            | +27,4 %       | 7,9 %           |
| 2017  | 1 204            | +18,7 %       | 10,0 %          |
| 2018  | 1 335            | +10,9 %       | 9,8 %           |
| 2019  | 1 467            | +9,9 %        | 11,5 %          |
| 2020  | 1 720            | +17,2 %       | 12,9 %          |
| 2021  | 2 061            | +19,8 %       | 13,6 %          |
| 2022  | 2 138            | +3,7 %        |                 |
| 2023  | 2 533            | +18,5 %       |                 |

La Croatie a installé 170 MW d'éoliennes en 2023, portant sa puissance installée éolienne à 1 156,9 MW fin 2023 (+17,2 %). Elle se classe au 17e rang de l'Union européenne (UE) avec 0,5 % du total de l'UE. Sa part du marché de l'UE en 2023 est de 1,1 %.
La puissance installée par habitant de la Croatie s'élève en 2023 à 300,4 W, inférieure de 38 % à la moyenne de l'UE (487 W), au 9e rang européen, loin derrière la Suède (1 533,4 W), l'Allemagne (823,6 W), l'Espagne (640 W) ou la France (328,4 W), mais devant l'Italie (209,1 W).
Le parc éolien de Korlat, en construction par HEP près de Benkovac, a une puissance de 58 MW avec 18 turbines Nordex de 3,6 MW ; il produira 170 GWh/an après sa mise en service prévue en 2020. C'est le premier projet éolien croate sans contrat de garantie de prix ; il vendra sa production aux prix du marché.

#### Solaire
L'énergie solaire photovoltaïque a produit 148 GWh en 2021, soit 1,0 % de la production d'électricité du pays.
Selon EurObserv'ER, la Croatie a produit 341,5 GWh en 2023, en progression de 125 %, soit 0,14 % de la production de l'Union européenne (UE), au 24e rang des producteurs photovoltaïques de l'UE, loin derrière l'Allemagne (25,1 %), l'Espagne (17,6 %), l'Italie (12,6 %), la France (9,5 %), les Pays-Bas (8,7 %) et la Pologne (4,7 %).
En 2023, la Croatie a installé 239 MWc, soit 0,45 % du marché de l'Union européenne, loin derrière l'Allemagne (27,5 %), l'Espagne (13,7 %), l'Italie (9,9 %), la Pologne (9,2 %), les Pays-Bas (8,1 %) et la France (6 %). La puissance installée du parc photovoltaïque croate atteint 461 MWc, en progression de 108 %, soit 0,2 % du total de l'UE, au 23e rang européen, loin derrière l'Allemagne (32 %), l'Espagne (11,9 %), l'Italie (11,8 %), les Pays-Bas (9,3 %), la France (8 %) et la Pologne (6,6 %). Sa puissance installée par habitant atteignait 119,7 Wc fin 2023, inférieure de 79 % à la moyenne de l'Union européenne (572,5 Wc), au 24e rang européen, loin derrière les Pays-Bas (1 342,1 Wc), l'Allemagne (974,3 Wc), l'Espagne (636,6 Wc) et la France (300 Wc).
En 2020, HEP construit 7 centrales solaires dans les îles de Vis (3,5 MWc) et de Cres (6,5 MWc), à Žminj et Kaštelir-Labinci en Istrie (1 MWc chacune), à Vrlika dans le comitat de Split-Dalmatie (2,1 MWc), à Obrovac et Stankovci dans le comitat de Zadar (5,5 MWc et 2,5 MWc).

#### Biomasse
HEP a construit deux centrales de cogénération à biomasse à Osijek (3 MWe/10 MWth) et Sisak (3 MWe/10 MWth).

## Émissions deCO2
En 2017, les émissions de CO2 liées à l'énergie par habitant atteignaient 3,92 tonnes, inférieures de 10 % à la moyenne mondiale : 4,37 tonnes, de 14 % à celle de la France : 4,56 tonnes et de 55 % à celle de l'Allemagne : 8,70 tonnes.